# Simrishamn (commune)
Pour le chef-lieu, voir Simrishamn.
La commune de Simrishamn est une commune suédoise du comté de Skåne. 18 905 personnes y vivent. Son chef-lieu se trouve à Simrishamn.

## Localités principales
- Baskemölla
- Borrby
- Brantevik
- Gröstorp
- Gärsnäs
- Hammenhög
- Kivik
- Östra Tommarp
- Östra Vemmerlöv
- Sankt Olof
- Simris
- Simrishamn
- Skillinge
- Vik
- Vitaby